# 霊山 (伊賀市)
霊山（れいざん）は、三重県伊賀市下柘植に位置する山。

## 概要
布引山地の北端に位置する山で、標高は765.8メートルである。山名は霊山寺に因む。天然林を有し、アセビやイヌツゲなどの県指定天然記念物が群生する。毎年4月中旬には霊山寺にて「さくら祭り」が開催される。山中には休憩場や遊歩道が設置され、山頂までは車で登ることができる。また、源頼朝に関する以下の伝説が残る（史実とは考えられていない）。
頼朝が平宗清に捕縛された後、頼朝は「仏に祈れば助命されるかもしれない」と霊山に幽閉されたが、不思議にも助命が叶った。頼朝はこれは神の加護だと思い、礼のために伊勢神宮へ向かった。その道中、神を見て拝んだ。頼朝は「これなら伊勢神宮へ行かずともよい」と思って京へ帰った。そして、頼朝が神を見て拝んだ場所を拝野と呼んだ。

## 霊山寺
霊山寺（れいざんじ）は、三重県伊賀市下柘植3252に位置する黄檗宗の寺院。
創建は平安時代初期の弘仁年間（810 - 824年）とされ、開基は最澄によると伝えられる。元は霊山山頂に位置した巨大寺院で、七堂伽藍を有して信仰を集めたが、天正伊賀の乱で焼失し、江戸時代の延宝年間（1673 - 1681年）に鉄牛禅師によって中興開基された。奥之院には延宝2年（1674年）の藤原秀種による十一面観音像が現存する。また、500本の桜や樹齢300年を超えるイチョウの木とともに毎年4月中旬には「さくら祭り」が開催される。
面積11200平方メートルに及ぶ山頂の寺院跡地は、昭和16年（1941年）9月26日に「霊山山頂遺跡」として三重県の史跡に指定されている。

## 霊山経塚
霊山経塚（れいざんきょうづか）は、霊山山頂（字堂山）に存在した3基の経塚。昭和27年（1952年）にテレビ放送中継所の建設工事で発見された。四周を石で積み上げて石室とし、経壺を中心に鏡・刀・合子を置き、平石で天井とし、更にその上に重石が置かれていたという。他の出土物に聖観音立像や4基の宝篋印塔があり、聖観音立像の台の宝塔には永仁3年（1295年）の銘文がある。この聖観音立像の宝塔は平成21年（2009年）に宋人の伊行元の作であることが判明しており、伊賀市唯一の伊派による作品である。制作の依頼者は「平泰清」なる人物（柘植又次郎とされる）で、アショカ王を称える内容（「八万四千之塔婆」）が刻まれている。